# بارلو (كنتاكي)
بارلو (بالإنجليزية: Barlow, Kentucky)‏ هي مدينة تقع في مقاطعة بالارد، كنتاكي بولاية كنتاكي في وسط جنوب شرق الولايات المتحدة. تبلغ مساحة هذه المدينة 1.3 (كم²)، وترتفع عن سطح البحر 114 م، بلغ عدد سكانها 675 نسمة في عام 2010 حسب إحصاء مكتب تعداد الولايات المتحدة وتصل الكثافة السكانية فيها 519.2 نسمة/كم2.

## التركيبة السكانية
حدّد مكتب تعداد الولايات المتحدة بيانات التركيبة السكانية لبارلو في تعداد الولايات المتحدة. في ما يلي، التركيبة السكانية حسب تعدادي 2000 و2010.

### تعداد عام 2000
بلغ عدد سكان بارلو 715 نسمة بحسب تعداد عام 2000، وبلغ عدد الأسر 334 أسرة وعدد العائلات 189 عائلة مقيمة في المدينة. في حين سجلت الكثافة السكانية 500 نسمة لكل كيلومتر مربع (1,295.0/ميل2). وبلغ عدد الوحدات السكنية 377 وحدة بمتوسط كثافة قدره 263.6 لكل كيلومتر مربع (682.7/ميل2).
وتوزع التركيب العرقي للمدينة بنسبة 92.59% من البيض و4.76% من الأمريكيين الأفارقة و2.66% من عرقين مختلطين أو أكثر و0.70% من الهسبانيون أو اللاتينيون من أي عرق.
بلغ عدد الأسر 334 أسرة كانت نسبة 30.8% منها لديها أطفال تحت سن الثامنة عشر تعيش معهم، وبلغت نسبة الأزواج القاطنين مع بعضهم البعض 41.3% من أصل المجموع الكلي للأسر، ونسبة 12.6% من الأسر كان لديها معيلات من الإناث دون وجود شريك،  بينما كانت نسبة 2.7% من الأسر لديها معيلون من الذكور دون وجود شريكة وكانت نسبة 43.4% من غير العائلات. تألفت نسبة 40.4% من أصل جميع الأسر من عدة أفراد يعيشون في نفس المنزل ونسبة 18.6% كانت تتألف من شخص يعيش بمفرده يبلغ من العمر 65 عاماً أو أكثر. وبلغ متوسط حجم الأسرة المعيشية 2.14، أما متوسط حجم العائلات فبلغ 2.87.
بلغ العمر الوسطي للسكان 38.2 عاماً. وكانت نسبة 24.5% من القاطنين تحت سن الثامنة عشر، وكانت نسبة 7% بين الثامنة عشر والرابعة والعشرين عاماً، ونسبة 27.4% كانت واقعةً في الفئة العمرية ما بين الخامسة والعشرين والرابعة والأربعين عاماً، ونسبة 22.1% كانت ما بين الخامسة والأربعين والرابعة والستين، ونسبة 19% كانت ضمن فئة الخامسة والستين عاماً فما فوق. يوجد لكل 100 أنثى 89.7 ذكر، ويوجد لكل 100 أنثى في الثامنة عشر من عمرها فما فوق 81.2 ذكر.
بلغ متوسط دخل الأسرة في المدينة 23,333 دولارًا، أما متوسط دخل العائلة فبلغ 28,214 دولارًا. وكان متوسط دخل الذكور 26,250 دولارًا مقابل 16,731 دولارًا للإناث. وسجل دخل الفرد الخاص بالمدينة 15,564 دولارًا. وكانت نسبة 15.2% من العائلات ونسبة 18.6% من السكان تحت خط الفقر، وكان من هؤلاء نسبة 26.7% تحت سن الثامنة عشر ونسبة 9.7% في الخامسة والستين من العمر وما فوق.

### تعداد عام 2010
بلغ عدد سكان بارلو 675 نسمة بحسب تعداد عام 2010، وبلغ عدد الأسر 309 أسرة وعدد العائلات 182 عائلة مقيمة في المدينة. في حين سجلت الكثافة السكانية 472 نسمة لكل كيلومتر مربع (1,222.5/ميل2). وبلغ عدد الوحدات السكنية 356 وحدة بمتوسط كثافة قدره 249 لكل كيلومتر مربع (644.9/ميل2).
وتوزع التركيب العرقي للمدينة بنسبة 91.85% من البيض و4% من الأمريكيين الأفارقة و0.15% من الأمريكيين ذوي الأصول الآسيوية و0.44% من الأعراق الأخرى و3.56% من عرقين مختلطين أو أكثر و1.33% من الهسبانيون أو اللاتينيون من أي عرق.
بلغ عدد الأسر 309 أسرة كانت نسبة 29.1% منها لديها أطفال تحت سن الثامنة عشر تعيش معهم، وبلغت نسبة الأزواج القاطنين مع بعضهم البعض 35.6% من أصل المجموع الكلي للأسر، ونسبة 19.1% من الأسر كان لديها معيلات من الإناث دون وجود شريك،  بينما كانت نسبة 4.2% من الأسر لديها معيلون من الذكور دون وجود شريكة وكانت نسبة 41.1% من غير العائلات. تألفت نسبة 36.6% من أصل جميع الأسر من عدة أفراد يعيشون في نفس المنزل ونسبة 17.5% كانت تتألف من شخص يعيش بمفرده يبلغ من العمر 65 عاماً أو أكثر. وبلغ متوسط حجم الأسرة المعيشية 2.18، أما متوسط حجم العائلات فبلغ 2.82.
بلغ العمر الوسطي للسكان 39.5 عاماً. وكانت نسبة 23.9% من القاطنين تحت سن الثامنة عشر، وكانت نسبة 9% بين الثامنة عشر والرابعة والعشرين عاماً، ونسبة 22.8% كانت واقعةً في الفئة العمرية ما بين الخامسة والعشرين والرابعة والأربعين عاماً، ونسبة 25.8% كانت ما بين الخامسة والأربعين والرابعة والستين، ونسبة 18.5% كانت ضمن فئة الخامسة والستين عاماً فما فوق. وتوزع التركيب الجنسي للسكان بنسبة 46.5% ذكور و53.5% إناث.

## أعلام
- إيرل غريس
- إدي مور

## وصلات خارجية
- The US50 - Cities and Towns in Kentucky State